# Una órbita cerrada y compartida
Una órbita cerrada y compartida es una novela de ciencia ficción de la escritora norteamericana Becky Chambers, publicada originalmente en 2016 por la editorial Hodder and Stoughton. La traducción en español, de Alexander Páez García y Antonio Rivas Gonzalvo, fue publicada en España por Insólita Editorial en 2020. Se trata de la segunda novela de la serie La Peregrina, cuya primera novela es El largo viaje a un pequeño planeta iracundo.

## Sinopsis
Tras los sucesos de El largo viaje a un pequeño planeta iracundo, Lovelace, la inteligencia artificial de la Peregrina, una nave tuneladora, despierta sin memoria en un cuerpo sintético ilegal. A partir de entonces, debe aprenderlo todo de cero, acostumbrarse a su nueva existencia y encontrar su propio camino. Sin embargo, no está sola; cuenta con la compañía y la ayuda de la ingeniera Pepper, que además está dispuesta a darle apoyo en su búsqueda de su lugar en el mundo. 
Pepper, a su vez, sabe mucho más sobre las inteligencias artificiales de lo que parece. De hecho, en su pasado como una niña modificada genéticamente y esclavizada en una fábrica, hubo una IA en particular que fue muy especial para ella. La novela mezcla narración en el presente y cómo Lovelace busca la forma de encajar, junto con capítulos de narración retrospectiva en los cuales se cuenta la historia de Pepper y su evolución.

## Personajes
- Sidra/Lovelace: inteligencia artificial instalada en un kit corporal sintético ilegal. Busca acostumbrarse a su nueva forma de existir y adaptarse al mundo que la rodea.
- Pepper/Jane 23: ingeniera humana que reside en Puerto Coriol. Es experta en reparar cualquier tipo de chatarra y tiene un pasado oscuro del que no suele hablar.
- Azul: pareja de Pepper. Es un humano mejorado y se gana la vida como artista.
- Lechuza: inteligencia artificial instalada en una nave que actuó como figura materna de Pepper cuando ella era niña y la ayudó a escapar de sus captores y del planeta en el que se encontraban.
- Tak: tatuador aeluon que entabla amistad con Sidra. Igual que algunos individuos de su raza, Tak cambia de género a menudo.

## Temas
La novela indaga en temas como el significado de la conciencia, o sentencia, ya que en ella aparecen dos inteligencias artificiales que claramente tienen pensamiento propio. Partiendo de esta premisa, se hace una reflexión sobre si las IA deberían considerarse una raza más, parte de los seres “sapientes”, como los llama Chambers a lo largo de la novela puesto que, en el transcurso de la misma, a efectos legales solo se las considera máquinas.
Además, también se explora la relación entre el cuerpo y la mente, especialmente en el caso de Sidra, que no considera el kit corporal como parte de ella misma y busca maneras de reconciliar su disociación para dejar de sentir que no pertenece al mundo en el que, por varias circunstancias, le ha tocado vivir. Chambers describe con mucho detalle la sensación de claustrofobia y desorientación que siente la IA, acercándola más al lector para humanizar todo lo posible a este personaje. De este modo, se empuja al lector a tener empatía por estos seres, ya que Chambers en ningún momento deja lugar a dudas: en la novela las IA no son máquinas sin más.
Otra temática que se trata en profundidad es la de la adaptación al entorno, concretamente tras un evento traumático. Ambos personajes principales lidian con dificultades que nacen de estas circunstancias y deben buscar maneras de adaptarse a la sociedad y hacerse un hueco en un mundo que las considera anomalías y no las tiene en cuenta.
También es especialmente relevante la relación entre las coprotagonistas de esta novela, Sidra y Pepper. Se crea un vínculo entre ambas que es el que hace que la historia avance. Para Pepper, Sidra es el recuerdo de la madre adoptiva a la que perdió, y para la IA, Pepper es la persona que la ha guiado y la ha ayudado a adaptarse al mundo de la mejor forma posible. Se trata, entonces, de una historia de amistad muy profunda.

## Premios y nominaciones
La novela ha sido nominada a tres premios distintos:
- Premio Hugo a la mejor novela (2017)[2]
- Premio Arthur C. Clarke (2017)[3]
- Premio BSFA a la mejor novela (2017)[4]

Además, ha ganó el Prix Julia Verlanger, también en 2017.